# Galina Balashova
Galina Andréyevna Balashova (en ruso: Галина Андреевна Балашова, nacida en 1931) es una arquitecta y diseñadora rusa, que estuvo asociada con el programa espacial soviético.

## Vida
Balashova nació en Kolomna y estudió en el Instituto de Arquitectura de Moscú. Balashova empezó su carrera profesional en 1955 en el instituto de diseño GiproAviaProm en Samara. Su trabajo en ese tiempo implicó eliminar elementos decorativos, considerados "decadentes", de edificios residenciales. En 1957 pasó a ser arquitecta sénior en OKB-1, responsable del diseño en el inicio del programa espacial soviético. Empezó diseñando residencias para empleados pero más tarde contribuyó al diseño del interior de la nave espacial Soyuz y las estaciones espaciales Saliut y Mir. También trabajó como asesora para el programa Buran. Se retiró en 1991.
Su trabajo con el programa espacial incluyó el diseño de espacios de interior, mobiliario, paneles de control o logotipos decorativos. Diseñó para un entorno de gravedad cero, utilizando contrastes de colores para el suelo y el techo para evitar que los cosmonautas se desorientaran. Gran parte de su trabajo fue poco conocido, y fue declarado como alto secreto.
Su diseño de los pines de solapa usados en la exposición aeronáutica de Francia en 1973 se convirtió más tarde en el emblema oficial para el proyecto de pruebas Apolo-Soyuz. Sin embargo, el gobierno ruso patentó el diseño y no dio crédito como autora a Balashova.